# Józef Bobrowski
Józef Bobrowski (ur. 19 czerwca 1927 w Tarnowie, zm. 8 września 1995 w Krakowie) – odnowiciel cmentarza Orląt Lwowskich.

## Życiorys
Ukończył studia ekonomiczne we Wrocławiu, gdzie uzyskał tytuł magistra ekonomii. W latach 1953–1974 pracował w Chemobudowie Kraków. Następnie, od 1974 do 1982, był dyrektorem Krakowskiego Zjednoczenia Budownictwa. Później pracował jako dyrektor w Energopolu. Równolegle wykładał w Akademii Ekonomicznej w Krakowie (1979–1986). Jako dyrektor lwowskiego oddziału Energopolu wspierał zachowanie pamięci polskiej na Kresach. W tych poczynaniach wspierała go żona Krystyna, która jeszcze po jego śmierci społecznie zajmowała się pozyskiwaniem środków finansowych na niesienie pomocy Polakom mieszkającym we Lwowie.

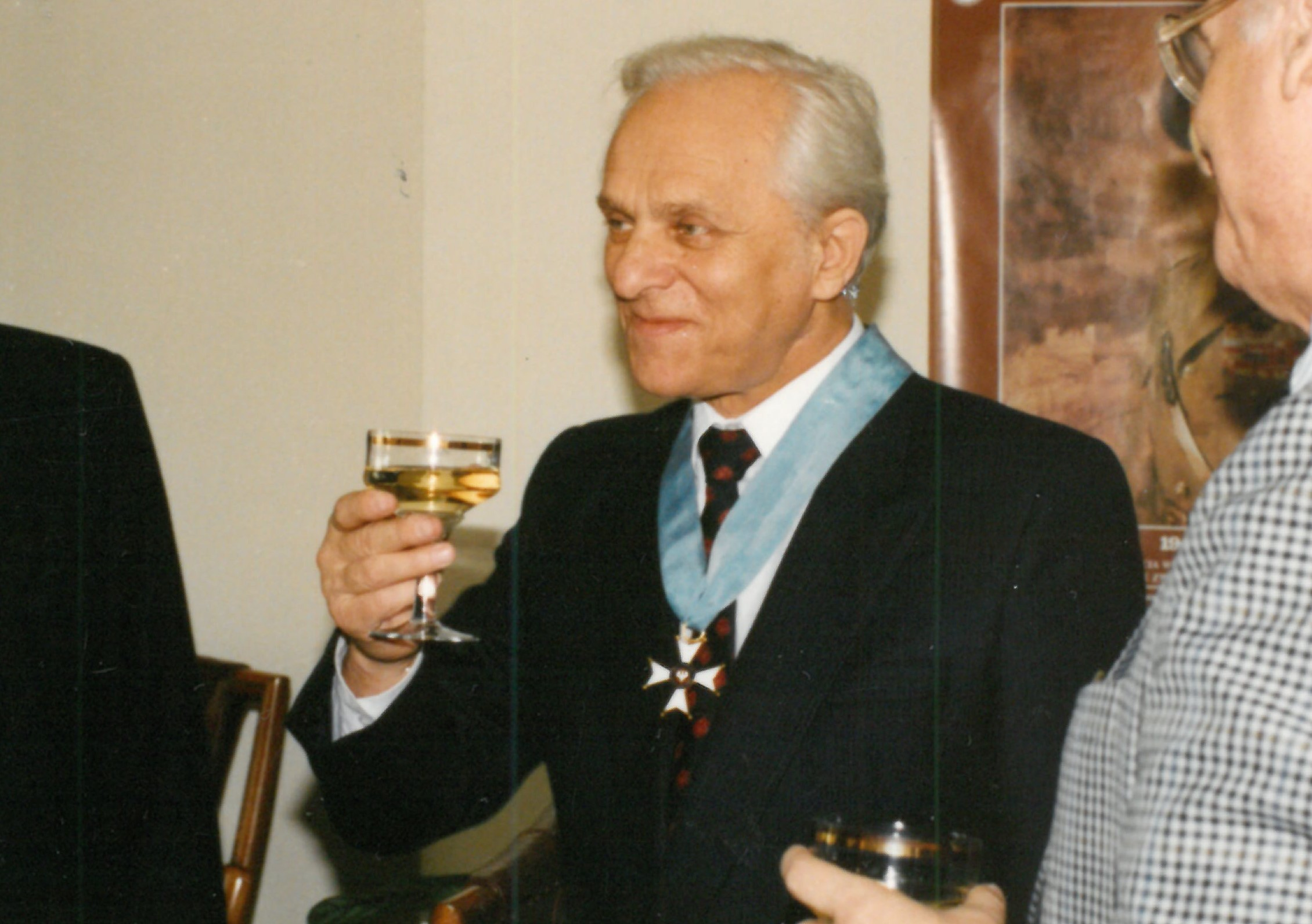
Józef Bobrowski uhonorowany Krzyżem Komandorskim Orderu Odrodzenia Polski

## Osiągnięcia i działalność
Najważniejszym celem i osiągnięciem życia Józefa Bobrowskiego była odnowa cmentarza Orląt we Lwowie, za co w 1990 otrzymał od Ministra Spraw Zagranicznych Krzysztofa Skubiszewskiego „Dyplom uznania za zasługi dla ratowania Polskiego dziedzictwa kulturalnego”, a w 1994 Krzyż Komandorski Orderu Odrodzenia Polski. Okres pobytu we Lwowie w latach 1988–1991 opisał Jerzy Janicki w „Alfabecie Lwowskim”.
Po powrocie do kraju i przejściu na Józef Bobrowski włączył się do działań Stowarzyszenia „Wspólnota Polska”, obejmując funkcję wiceprezesa, gdzie z jego inicjatywy rozpoczęła się budowa szkoły polskiej w Wilnie. Wydał także dyspozycję w sprawie budowy Domu Polskiego w Mohylewie.

## Życie prywatne
Syn profesora Józefa i nauczycielki Marii z domu Brągiel. Żona Krystyna z domu Czarnik, syn Tomasz.
Pochowany na cmentarzu Rakowickim w Krakowie.